# Macau (pel·lícula)
 Macau  (original: Macao) és una pel·lícula estatunidenca dirigida per Josef von Sternberg, estrenada el 1952 i doblada al català.

## Argument
Tres persones de nacionalitat nord-americana que no es coneixen (Julie Benson, Nick Cochran i Lawrence C. Trumble) arriben a Macau. Un policia local corrupte (el tinent Sebastian) avisa de l'arribada d'un sospitós per prevenir el propietari d'un casino (Brad Dexter) que, a part del joc, es dedica al tràfic de joies. Margie és la seva promesa. El detectiu que acaba d'arribar s'ha d'encarregar de dur Brad fins a aigües internacionals, més enllà de les tres milles, per tal de capturar-lo.

## Repartiment
- Robert Mitchum: Nick Cochran
- Jane Russell: Julie Benson

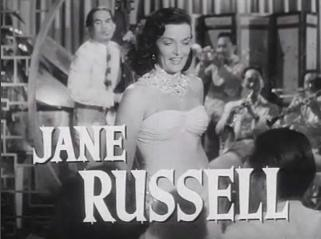
Jane Russell

- William Bendix: Lawrence C. Trumble
- Thomas Gomez: Tinent Sebastian
- Gloria Grahame: Margie
- Brad Dexter: Vincent Halloran
- Edward Ashley: Martin Stewart
- Philip Ahn: Itzumi
- Vladimir Sokoloff: Kwan Sum Tang